# 中国・常徳杯世界囲棋名人争覇戦
中国・常徳杯世界囲棋名人争覇戦（ちゅうごく・じょうとくはい せかいいきめいじんそうはせん、中国・常德杯世界围棋名人争霸赛）は、中国、韓国、日本の囲碁の名人によって争われる棋戦。2010年から開始。1-3回は毎年湖南省常徳市、第4回は陝西省西安市で開催される。
第2回は中国常徳・柳葉湖杯世界囲棋名人争覇戦。第4回は中国・西安思源学院杯世界囲棋名人争覇戦（中国・西安思源学院杯世界名人争霸战）。第5回は、中国保山東駿薬業杯世界囲棋名人争覇戦（中国保山东骏药业杯第五届世界围棋名人争霸赛）、同時に中日韓囲棋元老混双戦（中日韩元老混双赛）を開催した。
- 主催: 人民日報社、中国囲棋協会、(5回)保山市人民政府
- 協賛: (1-3回)湖南省体育局、常徳市人民政府、(4回)人民日報海外版、陝西融徳弁護士事務所、西安思源学院
- 協力: (4回)陝西省囲棋協会
- 優勝賞金: (1-4回)30万元、(5回)50万元

## 方式
- 3名で実施。1回戦敗者と残り1名が対戦し、その勝者と1回戦勝者で決勝戦を行う。
- コミは7目半。
- 持時間は各2時間45分。残り5分から1手30秒の秒読み。

## 過去の成績

### 優勝者と順位
（1位、2位、3位）
- 第1回 2010年 古力（中国）、李昌鎬（韓国）、井山裕太（日本）
- 第2回 2011年 朴永訓（韓国）、江維傑（中国）、井山裕太（日本）
- 第3回 2012年 江維傑（中国）、朴永訓（韓国）、山下敬吾（日本）
- 第4回 2015年 陳耀燁（中国）、井山裕太（日本）、朴永訓（韓国）
- 第5回 2018年 李世乭（韓国）、連笑（中国）、井山裕太（日本）

### 第1回
- 1回戦 李昌鎬- 古力
- 2回戦 古力 - 井山裕太
- 決勝戦 古力 - 李昌鎬

### 第2回
- 1回戦 朴永訓 - 井山裕太
- 2回戦 江維傑 - 井山裕太
- 決勝戦 朴永訓 - 江維傑

### 第3回
- 1回戦 朴永訓 - 江維傑
- 2回戦 江維傑 - 山下敬吾
- 決勝戦 江維傑 - 朴永訓

### 第4回
- 1回戦 井山裕太 - 朴永訓
- 2回戦 陳耀燁 - 朴永訓
- 決勝戦 陳耀燁 - 井山裕太

### 第5回
（2018年1月8-10日に開催）
名人戦
- 1回戦 連笑 - 井山裕太
- 2回戦 李世乭 - 井山裕太
- 決勝戦 李世乭 - 連笑

混双戦
- 1回戦 徐奉洙・尹泳珉 - 大竹英雄・吉田美香
- 2回戦 大竹英雄・吉田美香 - 王汝南・徐瑩
- 決勝戦 徐奉洙・尹泳珉 - 大竹英雄・吉田美香